# Hradište (okres Partizánske)
Hradište (Hongaars: Sziklavárhely) is een Slowaakse gemeente in de regio Trenčín, en maakt deel uit van het district Partizánske.
Hradište telt 1.029 inwoners.